# Mini-MBA
Mini-MBA er en privat deltidsuddannelse i erhvervsledelse, som udbydes af forskellige kursusvirksomheder.
Mini-MBA er ikke en beskyttet titel og kan derfor udbydes af enhver. Uddannelsen henvender sig til ledere og fagspecialister, som ønsker generel viden om ledelse, strategi, organisering, forretningsudvikling og markedsforståelse. Der findes forskellige opbygninger, hvor de fleste er baseret på fjernstudium og weekendseminarer. Et typisk forløb kan f.eks. være seks moduler i løbet af 9-10 måneder, hvor hvert modul omfatter 150 siders pensum, en opgave og én valgfri kursusdag, afsluttet med en samlet eksamen.
Konceptet stammer fra USA, hvor mini-MBA ofte udbydes af anerkendte universiteter som et bud på en forkortet udgave af den egentlige MBA og eventuelt er adgangskvalificerende til det rigtige MBA-studium. I Danmark har mini-MBA været udbudt siden 2010. Der findes også uddannelser med lignende indhold under andre betegnelser.
På trods af titlen er der ikke tale om en akademisk grad eller en masteruddannelse. Pensum svarer typisk til nogle ugers fuldtidsstudium på en videregående uddannelse. Udbyderne beskriver den ofte som en "forkortet" version af en MBA (master of business administration), men en anerkendt mastergrad svarer enten til en dansk kandidatgrad (fem års studier på en højere læreanstalt) eller en 1-2-årig deltids-efteruddannelse, som kan bygges oven på en mellemlang videregående uddannelse (bachelor-, diplom- eller kandidatgrad).

Man kan tage en Mini-MBA offline såvel som online, nogen af udbyderne er følgende:
- Aalborg Universitet
- Aros Business Academy[2]
- Connection Management[3]
- Copenhagen Business School